# Maria Adelajda
Maria Adelajda, właśc. Marie-Adélaïde Thérèse Hilda Wilhelmine (ur. 14 czerwca 1894, w Zamku Berg, zm. 24 stycznia 1924, w Hohenburgu) – wielka księżna Luksemburga z dynastii Nassau. Panowała od śmierci swego ojca, wielkiego księcia Wilhelma IV (25 lutego 1912), do abdykacji w 1919. Była pierwszym władcą księstwa urodzonym na jego terytorium od roku 1296.
Najstarsza z sześciu córek Wilhelma i Marii Anny Portugalskiej, została proklamowana następczynią tronu 10 lipca 1907, w wyniku kryzysu sukcesyjnego. Po śmierci ojca została wielką księżną. Aczkolwiek Luksemburg stawał się już w tym czasie coraz bardziej monarchią konstytucyjną, gdzie władca „panuje a nie rządzi”, Maria Adelajda, która uważała się za monarchinię z łaski Boga, bardzo interesowała się sprawami politycznymi i wykorzystywała swą pozycję do częstych ingerencji w politykę państwa. Stało się to przyczyną jej rosnącej niepopularności.

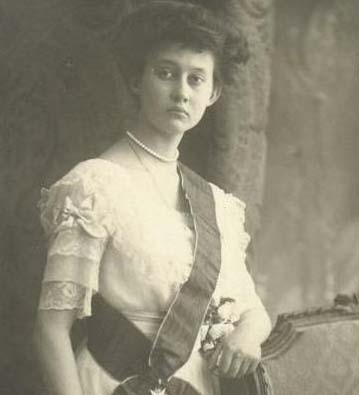
Wielka księżna Maria Adelajda

W czasie I wojny światowej Maria Adelajda utrzymywała dość serdeczne stosunki z Niemcami, których wojska okupowały Luksemburg, co przyczyniło się do nasilenia krytyki jej polityki, zwłaszcza po zakończeniu wojny.
Chociaż księżna nie złamała ani razu konstytucji, jej interwencje, własne przekonanie o swojej misji „boskiego pomazańca” oraz stosunki z okupantem, co spowodowało jej niepopularność i wywołany przez to kryzys zaufania do instytucji monarchii, skłoniły parlament do wezwania jej do złożenia berła. Po konsultacji z premierem Maria Adelajda uczyniła tym sugestiom zadość 14 stycznia 1919. Następczynią została jej młodsza siostra Szarlotta, a ludność w referendum poparła dalsze istnienie monarchii (poparło ją 77,8% głosujących).
Po swej abdykacji Maria Adelajda wstąpiła do zakonu karmelitanek, przyjmując imię Marii Ubogich. Zmarła na zamku w Hohenburgu (w Bawarii).